# Le Cri du hibou (roman)
Pour les articles homonymes, voir Le Cri du hibou (homonymie).
Le Cri du hibou (titre original : The Cry of the Owl) est un roman policier de l’auteur américain Patricia Highsmith, publié en 1962.
Ce thriller psychologique a été adapté au cinéma par Claude Chabrol sous le titre Le Cri du hibou en 1987.

## Résumé
Après un divorce difficile avec sa femme Nickie, Robert Forester quitte New York et s'installe dans une petite ville de Pennsylvanie. Bientôt, depuis la fenêtre de sa cuisine, il se met à espionner Jenny Thierolf, une jeune voisine de 23 ans.  Or, lorsque cette dernière s'aperçoit du manège, au lieu de s'indigner, elle invite Robert chez elle. Jenny cherche en fait un allié pour mettre fin à ses relations avec son fiancé Greg Wyncoop, un homme violent et jaloux. Or, Forester refuse de s'immiscer dans les affaires du couple, ce qui n'empêche pas la jeune fille de le relancer jusque sur son lieu de travail. Quand Robert se voit offrir un contrat l'obligeant à quitter la ville, il se met donc à espérer que cela mettra un terme aux incessants appels de Jenny.
Mais avant que le départ se concrétise, une nuit, Greg en vient aux mains avec Robert. Dans la mêlée, Greg est assommé et Robert l'abandonne, inconscient, sur le rivage d'un fleuve. Greg ne tarde pas à être porté disparu et Forester devient le suspect numéro un de la police. Pour comble de malchance, Nickie Forester, l'ex-femme de Robert, se plaît à raconter à la police que Robert est un violent et qu'il l'a déjà menacée avec une arme. La presse s'empare bientôt de l'affaire, et l'employeur de Forester lui retire toute sa confiance. Peu après, un cadavre en décomposition est repêché dans le fleuve et, bien que l'identité soit difficile à prouver, la police est persuadée qu'il s'agit de Greg Wyncoop. Déjà fort tendue, la relation entre Forester et Jenny périclite, et la jeune fille se suicide après s'être persuadée que Robert est apparu dans sa vie pour y introduire la mort.
Or, le nouveau mari de Nickie, Ralph, apprend à Robert que la disparition de Greg était un coup monté par ce dernier et Nickie. Plus tard, Greg réapparaît et fait feu sur Forester. Arrêté par la police, il est finalement relâché moyennant une caution.
Lors d'une dernière rencontre entre Robert, Greg et Nickie, cette dernière est accidentellement tuée quand Greg tente de blesser Robert avec une arme blanche. La police considère de nouveau Robert comme le principal suspect du meurtre.

## Particularités du roman
Patricia Highsmith rédige Le Cri du hibou entre avril 1961 et février 1962. Selon son biographe, Andrew Wilson, elle considérait le résultat comme l'un de ses plus faibles romans, en dépit des critiques élogieuses que l'ouvrage reçut.
Le titre du roman vient d'une superstition attestée par le personnage de Jenny qui croit que le cri du hibou annonce la mort.

## Adaptations
Au cinéma
- 1987 : Le Cri du hibou, film français de Claude Chabrol,  avec Christophe Malavoy, Mathilda May et Jacques Penot
- 2009 : Le Cri du hibou, film de Jamie Thraves,  avec Paddy Considine, Julia Stiles et Karl Pruner

À la télévision
- 1987 : Der Schrei der Eule, téléfilm allemand de Tom Toelle,  avec Matthias Habich, Birgit Doll et Jacques Breuer